# Vila Praia de Âncora
Vila Praia de Âncora es una freguesia portuguesa del concelho de Caminha, con 8,15 km² de superficie y 4.688 habitantes (2001). Su densidad de población es de 575,2 hab/km².

## Galería

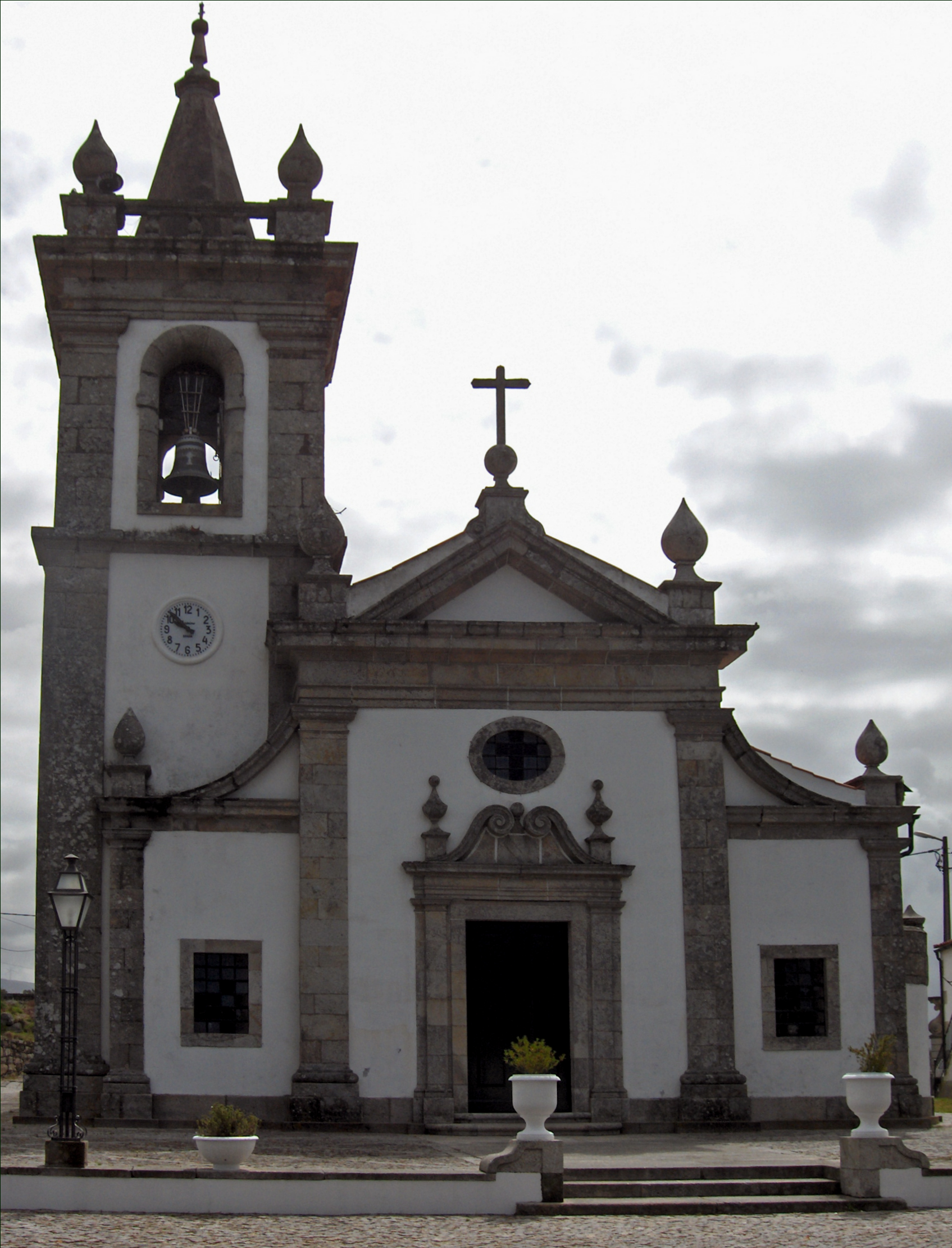
Iglesia matriz de Vila Praia de Âncora